# Фантамаді Кейта
Фантамаді Кейта (фр. Fantamady Keïta, нар. 25 вересня 1949, Бамако) — малійський футболіст, що грав на позиції нападника. Відомий за виступами у складі низки малійських та закордонних клубів, а також у складі національної збірної Малі.

## Клубна кар'єра
Фантамаді Кейта народився в Бамако, де й розпочав виступи на футбольних полях у складі клубу «Реал Бамако» в 1969 році. У 1972 році перебрався у Францію, де грав у складі клубу Ліги 1 «Ренн», де перші два роки виступів був футболістом основного складу, проте пізніше втратив місце в основі, та перейшов до французького клубу другого дивізіону «Ангулем». У сезоні 1976—1977 років футболіст грав у складі іспанського клубу Сегунди «Понтеведра». У 1978—1979 роках малійський нападник грав у складі американського клубу Північноамериканської футбольної ліги «Філадельфія Фьюрі». Закінчував кар'єру футболіста Фантамаді Кейта у французьких нижчолігових клубах «Шомон» і «Моутьє».

## Виступи за збірну
У 1972—1977 роках Фантамаді Кейта грав у складі національної збірної Малі. У складі збірної брав участь у Кубку африканських націй 1972 року, на якому малійська збірна зайняла друге місце, а Фантамаді Кейта став з 5 забитими голами кращим бомбардиром турніру..

## Титули і досягнення
- Срібний призер Кубка африканських націй: 1972
- Найкращий бомбардир Кубка африканських націй (1):

1972 (5 голів)